# Zinjibar
Zinjibar is een stad in Jemen en is de hoofdplaats van het gouvernement Abyan.
Bij de volkstelling van 2004 telde Zinjibar 19.879 inwoners.